# 黄胸大亭鸟
，是雀形目园丁鸟科的一种鸟类。
黄胸大亭鸟体重约123.2克，翼长约127.2毫米，嘴峰长约27.6毫米，喙宽度约6.5毫米，喙厚度约8.9毫米，跗蹠长约37.3毫米，尾长约105毫米。黄胸大亭鸟在其分布区内为留鸟，其栖息在半开放的灌木丛中，食性为杂食性。

## 亚种
- ：分布于新几内亚东部拉穆河谷向东至休恩半岛一带的区域，塞皮克河东部和贝耶尔河（英语：Baiyer River Sanctuary）可能亦有分布。
- ：分布于新几内亚中部鸟头湾东部Siriwo河向东至塞皮克河一带的区域。[4]